# Girlandenkabel
Ein Girlandenkabel ist ein girlandenförmig am Erdseil oder an einem Hilfsseil befestigtes Luftkabel zur Nachrichtenübermittlung. Girlandenkabel wurden nur im Gebiet der einstigen EVS verwendet.

## Verlegungsformen
Wenn entlang einer Leitung nur ein Girlandenkabel verlegt wurde, so ist dieses im Regelfall am Erdseil befestigt. Bei Tragmasten erfolgt die Befestigung an einem kleinen Ausleger an der Mastspitze, bei Abspannmasten erfolgt eine Abspannung an einem horizontalen quadratischen Rahmen an der Mastspitze. Im Regelfall erfolgt die Abspannung des Girlandenkabels an Abspannmasten, in selteneren Fällen auch an Tragmasten.
Wenn eine Leitung über zwei Girlandenkabel verfügt, so ist dieses an einem Hilfsseil befestigt, welches bei Tragmasten an einem kleinen Querträger unterhalb der Mastspitze befestigt ist, der auch das Luftkabel trägt, während es an Abspannmasten an einem horizontalen Rahmen an der Mastspitze oberhalb der obersten Traverse befestigt ist. Das Luftkabel ist am Übergangspunkt zwischen der Traversenoberseite und der Mastspitze abgespannt.
Es gibt auch abweichende Verlegungsformen (vgl. unten Bilder). So sind bei einer 110 kV-Leitung nördlich von Herrenberg zwei Girlandenkabel an Hilfsseilen installiert, die an der untersten Traverse befestigt sind. Zwischen Eberdingen und Riet existierte ein Girlandenkabel, das am Leiterseil einer Mittelspannungsleitung befestigt war.

## Installation
Zur Installation eines Girlandenkabels wird erst das Erd- oder Hilfsseil verlegt, wobei ein schon vorhandenes Erdseil verwendet werden kann. Anschließend wird das Luftkabel gezogen. In einem weiteren Arbeitsschritt wird es von Arbeitsplattformen, die auf dem Hilfs- oder Erdseil fahren, mit speziellen Klammern im Spannfeld am Hilfs-/Erdseil befestigt.

## Niederführung
An manchen Masten ist eine Niederführung des Girlandenkabels von der Mastspitze zum Erdboden nötig. Diese erfolgt – auch bei freitragenden Luftkabeln im EnBW-Gebiet – häufig, in dem dieses Kabel mit Hilfe eines Spanngewichtes im Inneren des Mastes herabgeführt wird. Dort wird es dann – meist in Höhe der ersten horizontalen Strebe des Mastes – zu den Eckstielen geführt, wo sich entweder ein Schaltschrank oder eine Muffe befinden.

## Vergleich mit freitragenden Kabeln
Girlandenkabel wurden bis Mitte der 1980er Jahre verlegt. Sie haben gegenüber freitragenden Luftkabeln den Vorteil, dass sie einen geringeren Querschnitt haben können und auch, dass sie eine gewisse Schwingungsdämpfung bewirken. Dem steht der höhere Installationsaufwand gegenüber. Obwohl seit Ende der 1980er Jahre zahlreiche Girlandenkabel durch freitragende Luftkabel ersetzt wurden, sind noch heute zahlreiche dieser Anlagen vorhanden.

## Bilder

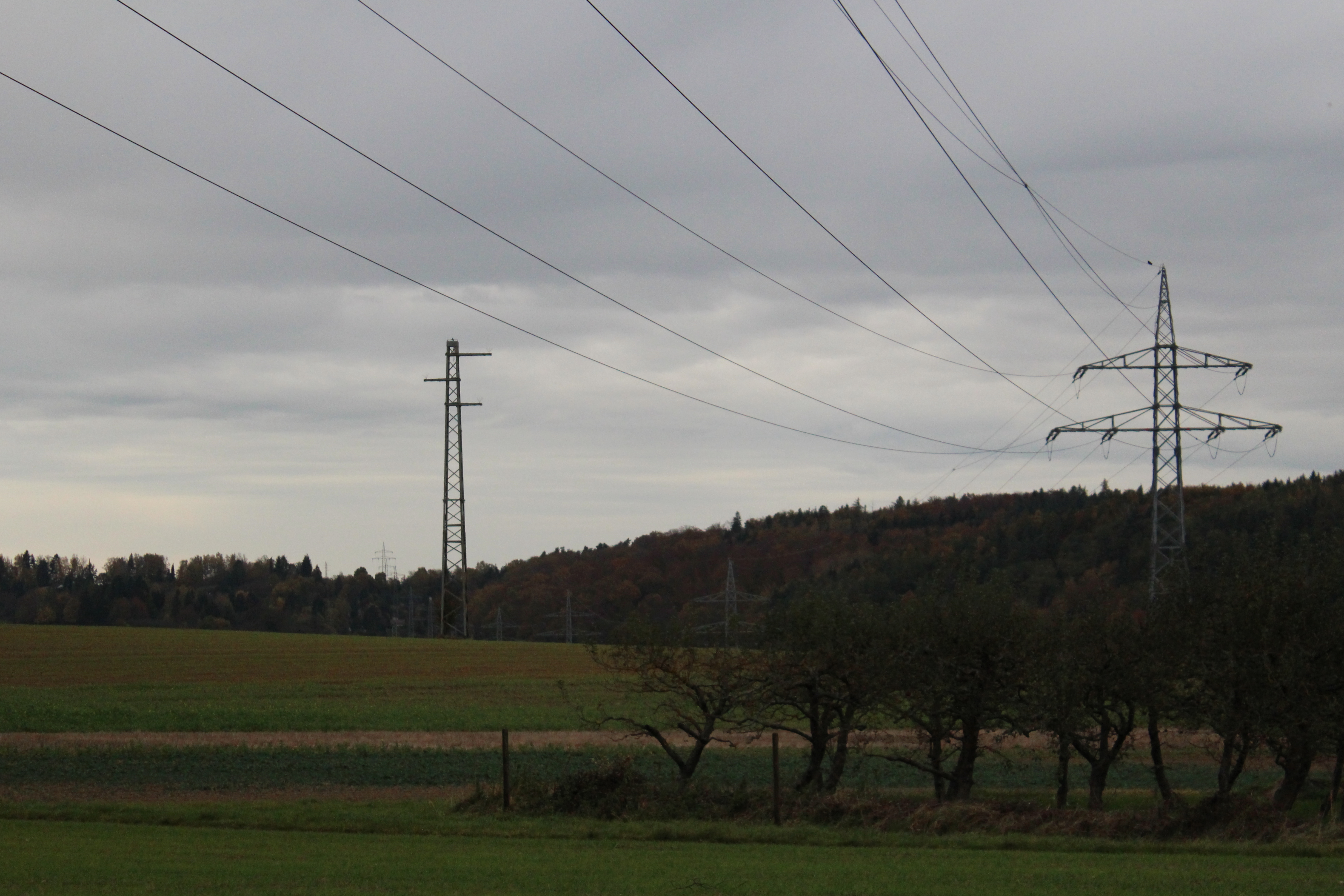
Abspannmast mit Girlandenkabel am Erdseil
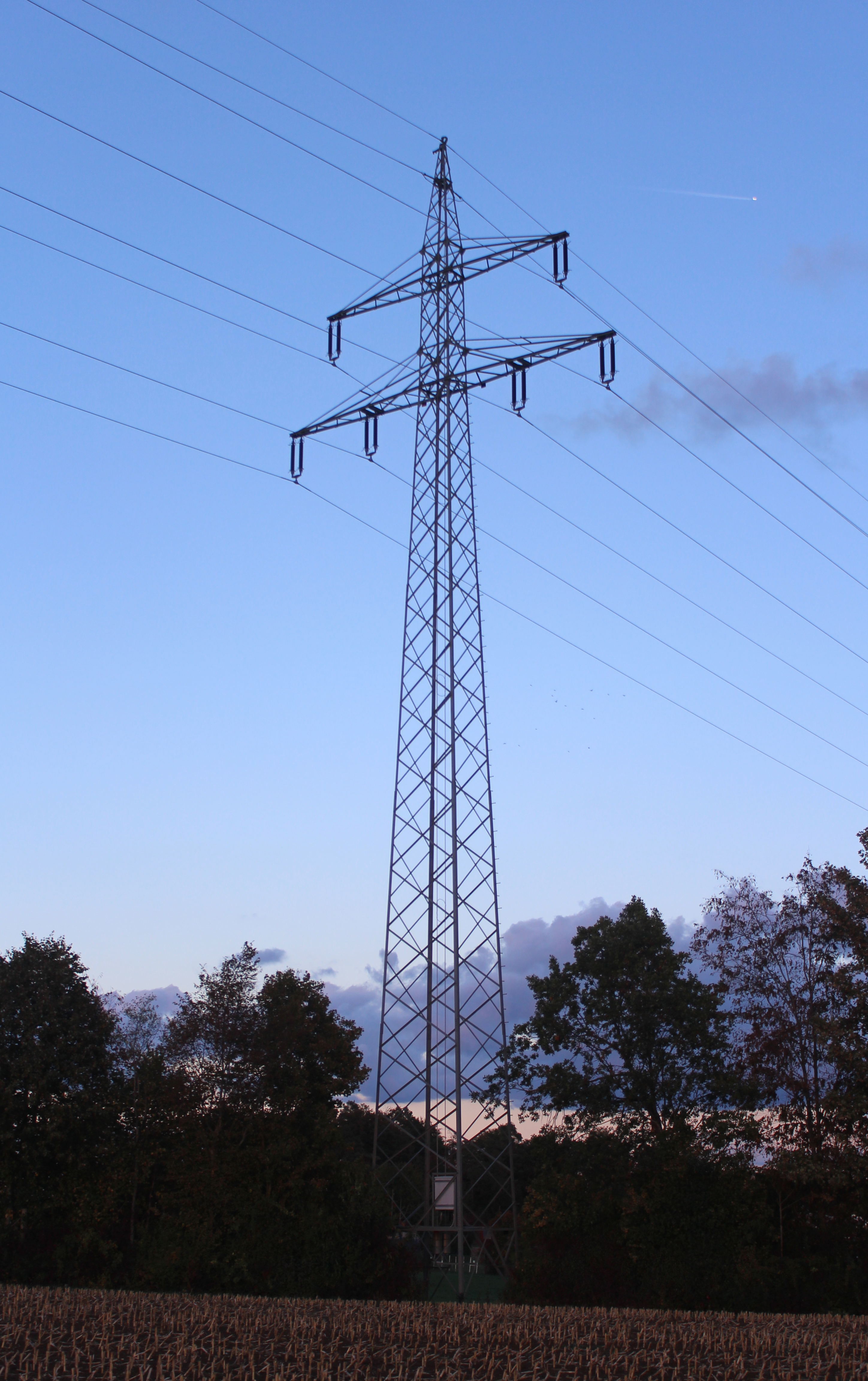
Tragmast mit Abspannung des Girlandenkabels und Niederführung desselben im Inneren der Mastkonstruktion
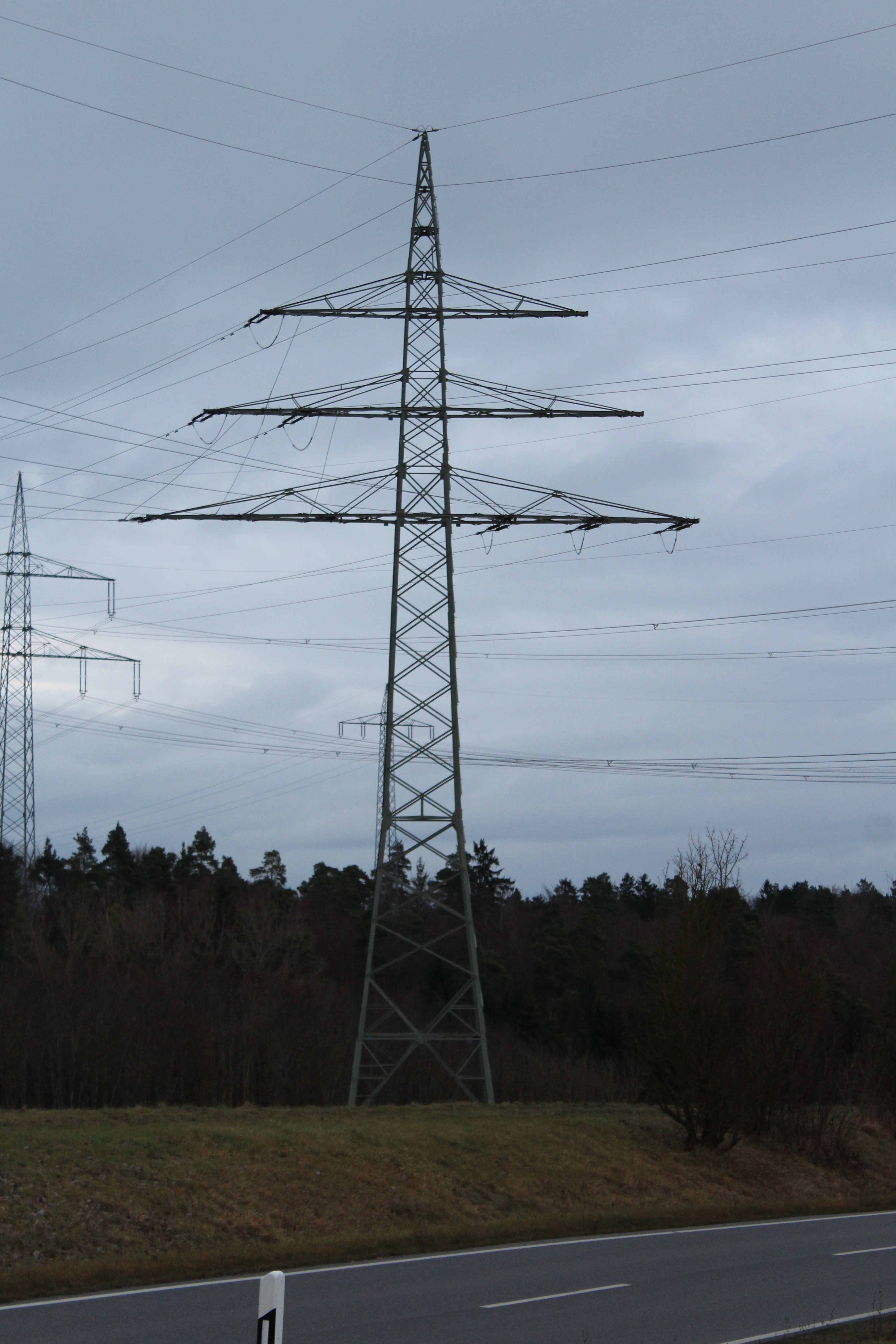
Abzweigmast mit Girlandenkabeln
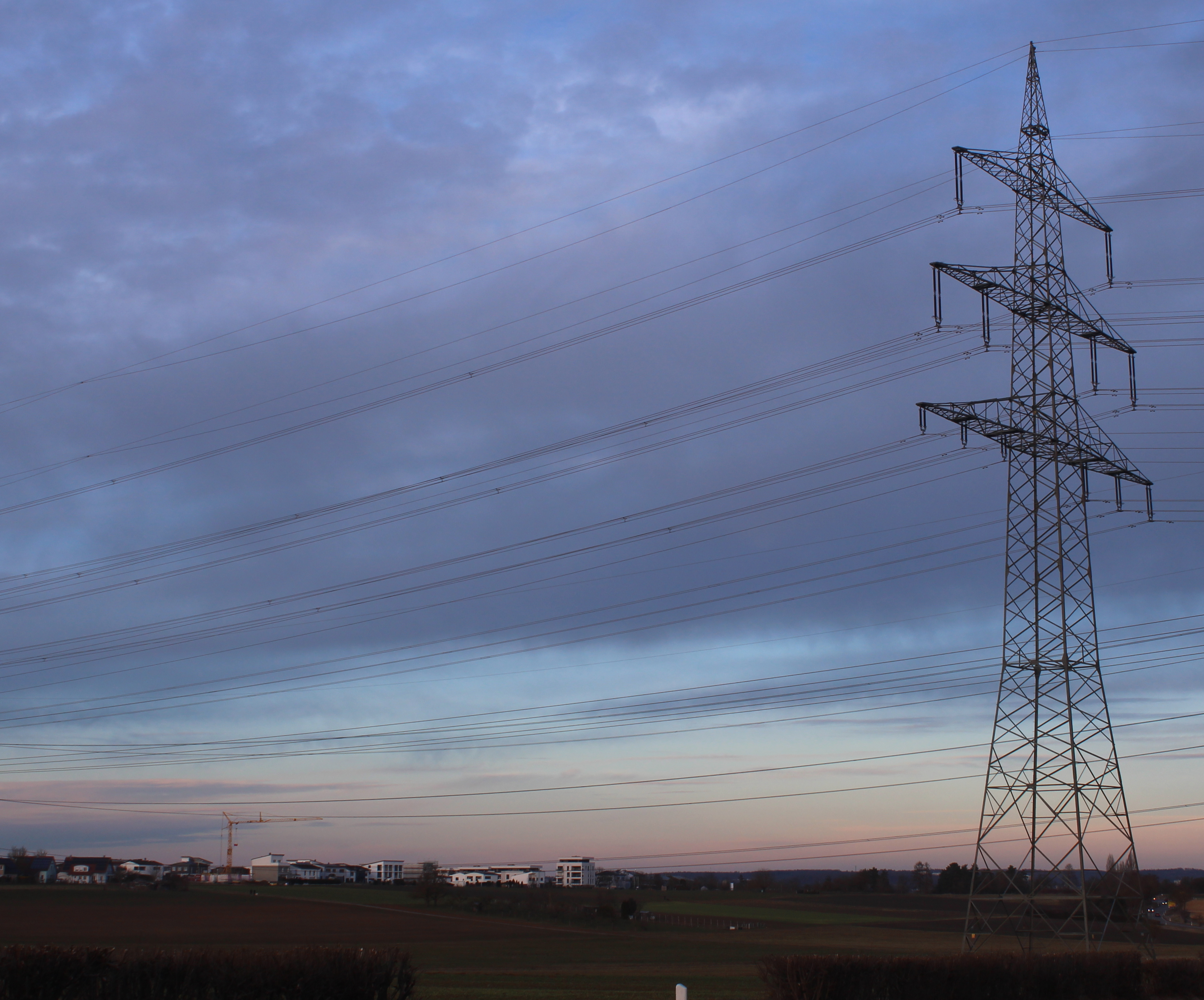
380 kV/110 kV-Freileitung mit Girlandenkabel am Erdseil und Girlandenkabel an einem Hilfsseil
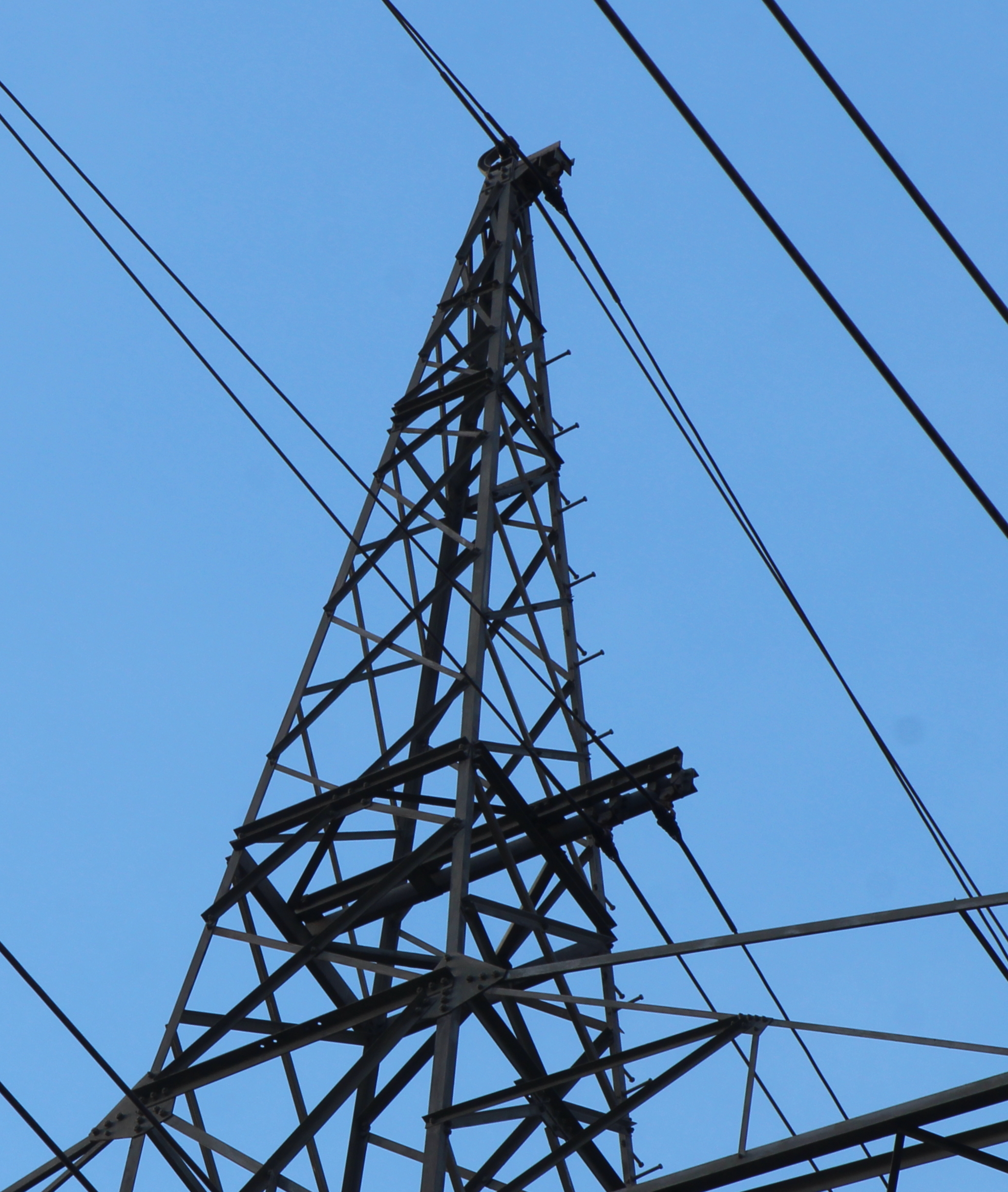
Detailansicht einer Mastspitze mit 2 Girlandenkabeln